# 2589 Daniel
2589 Daniel eller 1979 QU2 är en asteroid upptäckt 22 augusti 1979 av den svenske astronomen Claes-Ingvar Lagerkvist vid La Silla-observatoriet. Asteroiden har fått sitt namn efter upptäckarens son, Daniel Lagerkvist.
Den tillhör asteroidgruppen Koronis.
Nära passager med andra asteroider har hjälpt till att bestämma massan för dessa. Någon massa för Daniel har dock inte framräknats.